# Rüdesheim am Rhein
Rüdesheim am Rhein este un oraș din landul Hessa, Germania. Orașul se află într-o regiune viticolă în Rheingau fiind amplasat pe malul Rinului vizavi de Bingen am Rhein. Cele două localități sunt considerate poarta de intrare spre Cursul mijlociu al Rinului. Regiunea Rüdesheim a fost declarat patrimoniu mondial  UNESCO, ea fiind o atracție turistică în Germania.

## Date geografice
Rüdesheim se află într-o regiune pitorească în apropiere de Groapa Bingen și cetatea Reichenstein, la poalele munților Taunus, un masiv muntos vechi, care aparține de Masivul Șistos Renan, pe malul opus al Rinului se află munții Hunsrück.

## Monumente
- Mănăstirea Sfânta Hildegard din Eibingen⁠(en)[traduceți], situată deasupra viilor din Eibingen

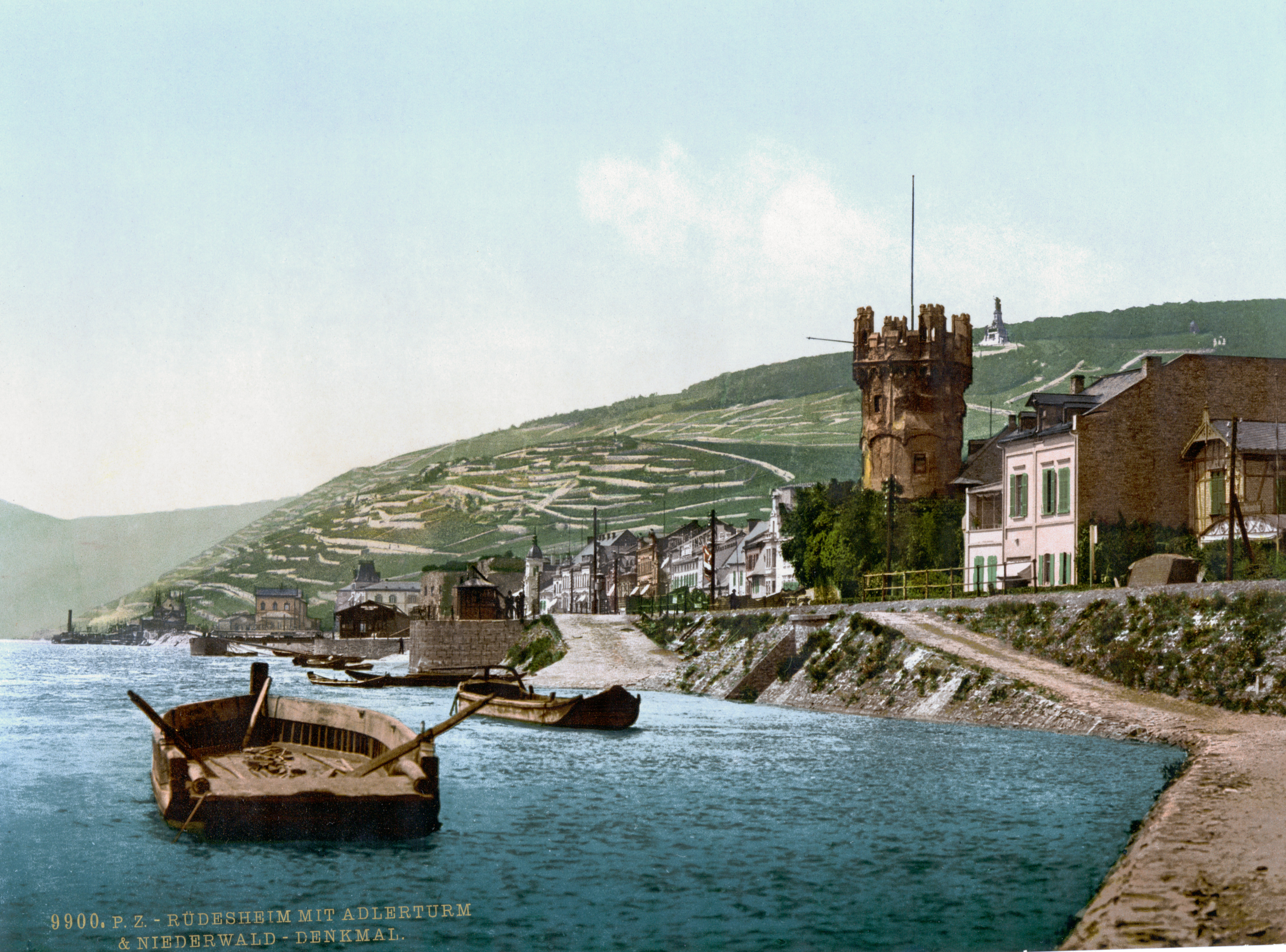
Ruedesheim prin 1900

## Personalități
- Jacob Fidelis Ackermann (1765–1815), medic
- Theodor Friedrich Ludwig Dilthey (1825-1892) producător de vinuri
- Georg Geiling (1863–1947), producător de vinuri
- Wilhelm Conrady (1829-1903), jurist și arheolog
- Antonius Wallenstein (890-1964), scriitor și prelat catolic
- Hermann Asbach (1894-1966), producător de vinuri, cel care a patentat coniacul "Asbach Uralt"
- Rudolf Krämer-Badoni (1913–1989), scriitor și publicist
- Karl Heinz Hock (n. 1930), scriitor și publicist
- Marianne Vater (n. 1952), profesoară universitară de științe naturale
- Johannes Schild (n. 1965), compozitor și dirijor